# Великий Говилів
Вели́кий Гови́лів — село в Україні, у Хоростківській територіальній громаді Чортківського району Тернопільської області.
Населення — 1160 осіб (2003).

## Географія
Розташоване на березі річки Тайна — притоки Збруча, біля залізниці Тернопіль — Заліщики та за 7 км від автодороги Теребовля — Чортків — Заліщики (частина E85).

### Клімат
Великий Говилів знаходяться в межах вологого континентального клімату із теплим літом. Але діяльність людини досить часто призводить до екоциду, поганих змін та глобального потепління. Рівень наповнення річок водою по області становить лише 20 % від необхідного стандарту, значна частина земної поверхні стає посушливою. Для покращення ситуації варто було б проводити ревайлдинг, відновлювати екосистеми та лісові насадження.

## Історія
Перша писемна згадка — 1564.

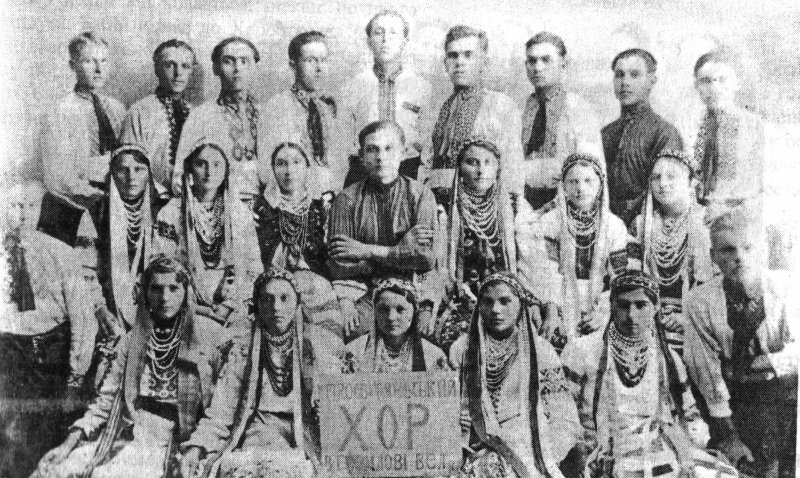
Хор «Просвіти» села. 1930-ті роки

На території Говилова люди живуть дуже давно. Про це свідчать знахідки, що знаходять на околицях, на полях, під час археологічних розкопок. Зустрічаються різні підземні ходи на лівому березі річки Тайна. Про село є згадка в історика Томашівського в його праці «Хмельниччина в Галичині», де згадує про участь говилівських селян у великому Теребовлянському повстанні.
Внаслідок Першого поділу Речі Посполитої у 1772 році Говилів переходить до Австрійської імперії. В селі було створено однокласову школу з українською мовою навчання. Значну роль у житті села відігравало товариство «Просвіта». При «Просвіті» було засновано гуртки «Рідна школа», «Сільський господар», «Союз українок», «Союз сільських господарок», а пізніше товариство «Луг», яке згодом нараховувало 150 членів. Ним керував В. Василенький. Дівочою секцією керували Софія Могильницька і Марія Войтович.

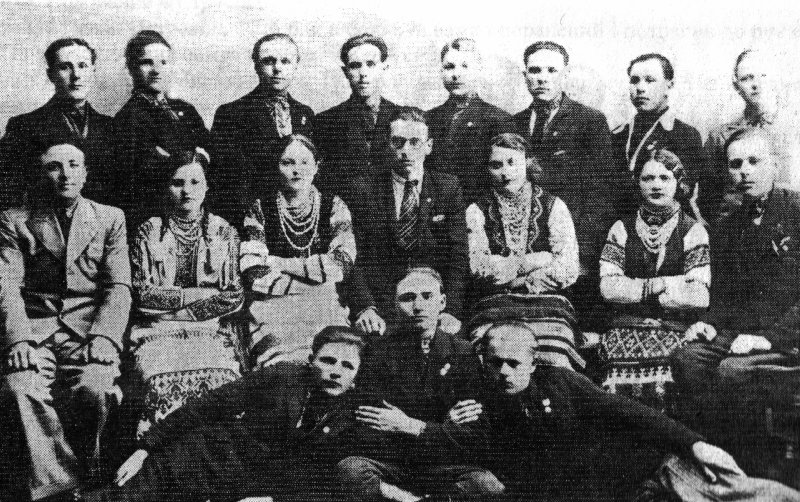
Драматичний гурток 1930-х рр.

Польській владі не подобався ріст українських молодіжних організацій, тому у 1931 році влада заборонила їх діяльність. Через це того ж року під час панахиди відбулася сутичка між селянами Говилова і жандармами.
15 червня 1934 р. село передане з Копичинецького повіту до Теребовлянського повіту.
1 серпня 1934 року в рамках реформи на підставі нового закону про самоуправління (23 березня 1933 року) увійшла до нової сільської гміни Мшанець (Теребовлянський повіт Тернопільського воєводства).
З 1947 року мешканці села зазнали каральної акції операції «Захід».
З 24 серпня 1991 року село входить до складу незалежної України.
До адміністративної реформи крім Великого Говилова до складу Великоговилівської сільської ради належало село Малий Говилів.
В жовтні 2010 року створено навчально-практичний центр первинної медико-санітарної допомоги. Його відкриття і діяльність відбувається в рамках проекту «Місцевий розвиток, орієнтований на громаду». 
12 червня 2020 року, відповідно до розпорядження Кабінету Міністрів України № 724-р «Про визначення адміністративних центрів та затвердження територій територіальних громад Тернопільської області» увійшло до складу Хоростківської міської громади.
19 липня 2020 року, в результаті адміністративно-територіальної реформи та ліквідації Теребовлянського району, увійшло до складу новоутвореного Чортківського району.
18 жовтня 2020 року в селі  посвятили пам'ятник Є. Олесницькому. Авторами пам'ятника є Роман Вільгушинський та Іван Жовнич.

## Політика

### Парламентські вибори, 2019
На позачергових парламентських виборах 2019 року у селі функціонувала окрема виборча дільниця № 610819, розташована у приміщенні будинку культури.
Результати
- зареєстровано 765 виборців, явка 53,33%, найбільше голосів віддано за «Слугу народу» — 27,41%, за «Європейську Солідарність» — 19,51%, за Всеукраїнське об'єднання «Батьківщина» — 11,11%.[8] В одномандатному окрузі найбільше голосів отримав Микола Люшняк (самовисування) — 59,80%, за Ігоря Сопеля (Слуга народу) — 17,62%, за Олега Вітвіцького (Голос) — 6,20%[9].

## Релігія
- церква Успіння Пресвятої Богородиці (1852, кам'яна, УГКЦ).
- Каплиця Святої Софії(1911,кам'яна, РКЦ)[10]

## Пам'ятки
Споруджено:
- хрест на честь скасування панщини,
- пам'ятник воїнам-односельцям, полеглим у німецько-радянській війні (1963),
- насипана символічна могила УСС (1991),
- встановлено пам'ятний хрест на честь 5-річчя незалежності України (1996).

## Соціальна сфера
Діють загальноосвітня школа І-ІІ ступенів, Будинок культури, бібліотека, ФАП, відділення зв'язку, 4 магазини.

## Відомі люди

### Народилися
- Діяч ОУН і УПА, театральний діяч — Явний Олексій
- Василь Бабій — український правознавець, старшина УГА
- діяч ОУН і УПА Бабій Ярослав Миколайович,
- український педагог, фітотерапевт Баб'як Григорій,
- художник і скульптор Ярослав Голець,
- громадський діяч, народний майстер Дмитро Мимрик,
- Євген Олесницький — український економіст, громадсько-політичний діяч,
- українська письменниця Богдана Дерій (до шлюбу Марущак).

## Галерея

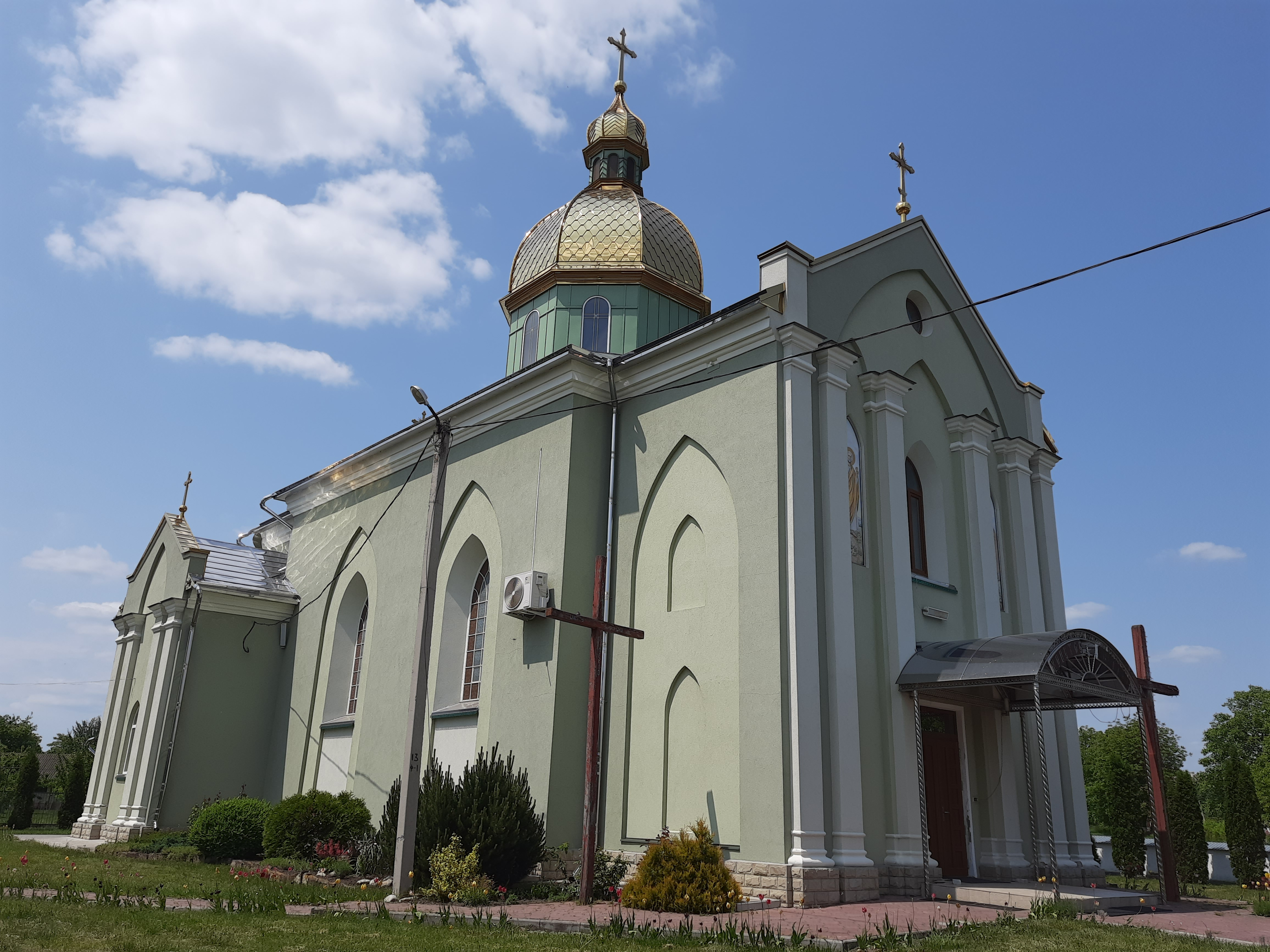
Церква Успіння Пресвятої Богородиці
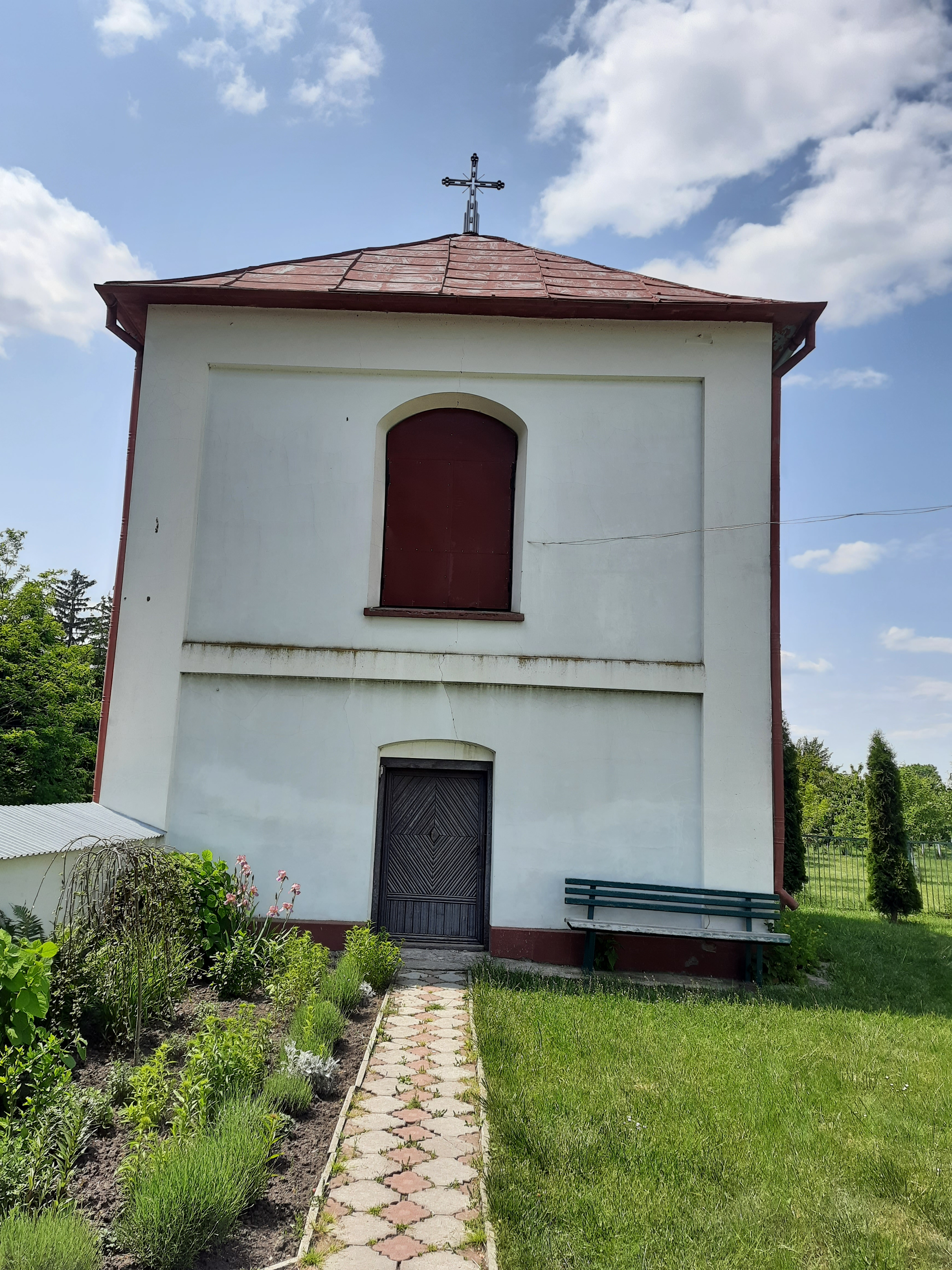
Дзвіниця церкви Успіння Пресвятої Богородиці
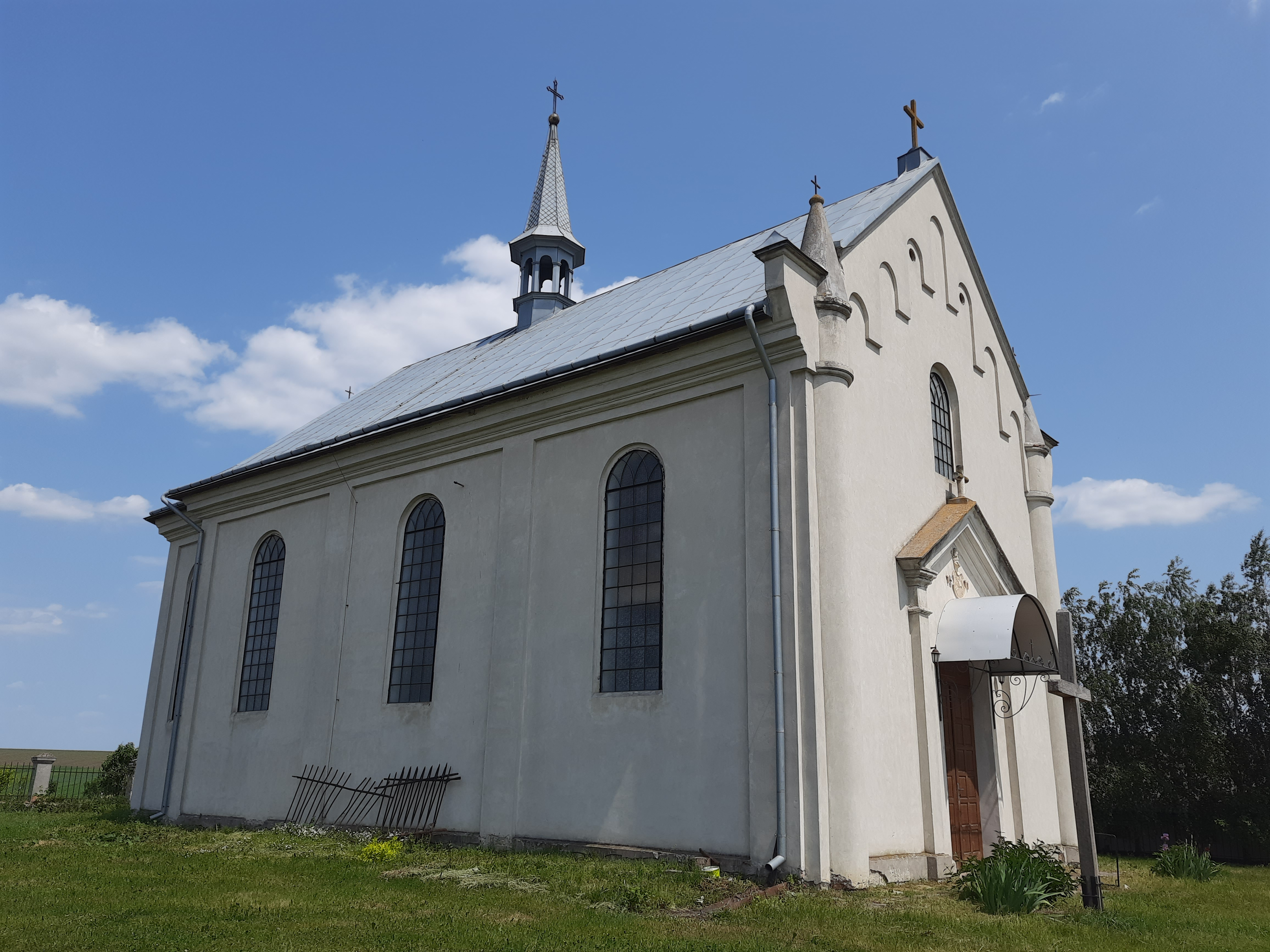
Каплиця Святої Софії
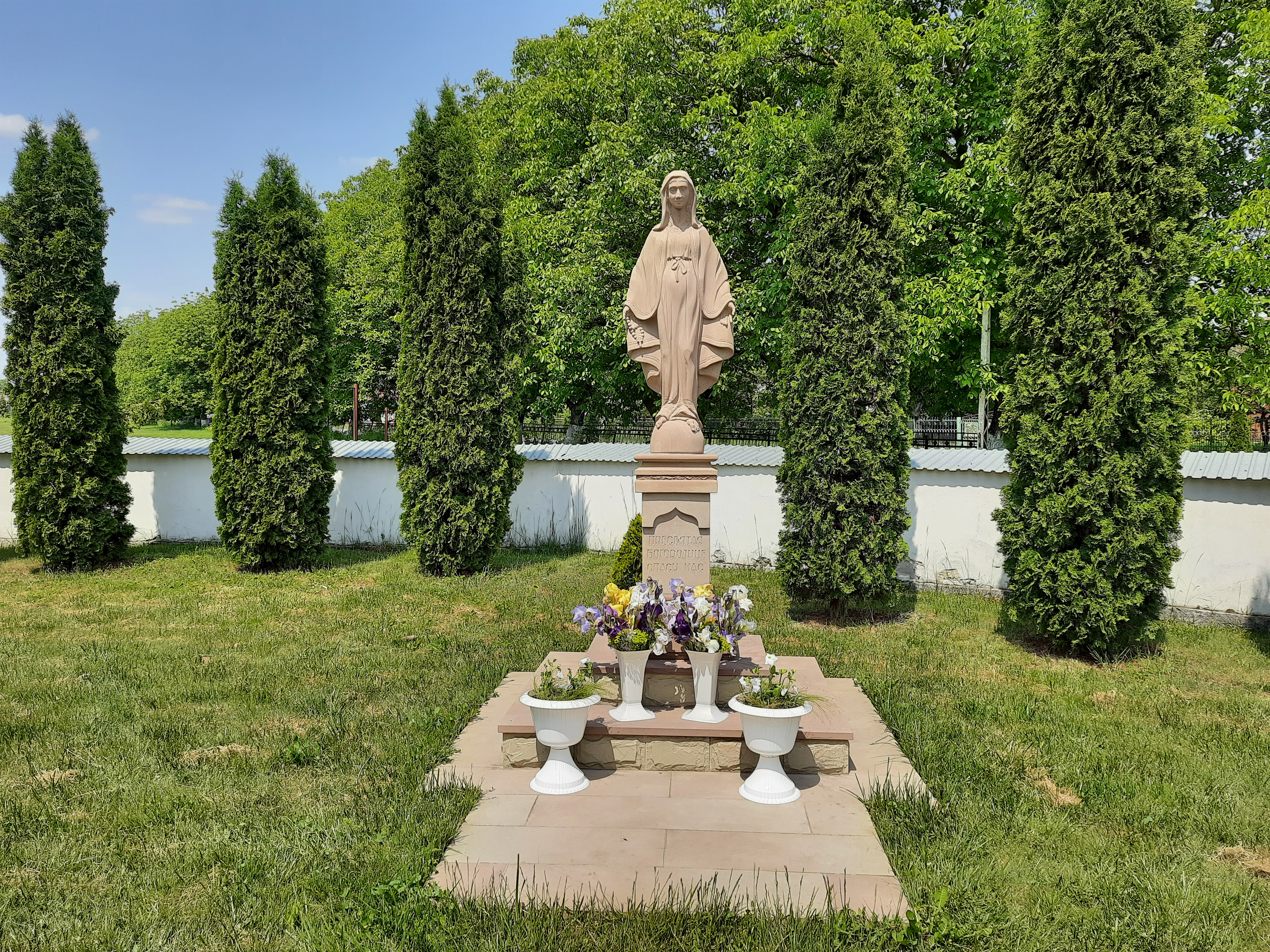
Статуя Божої Матері
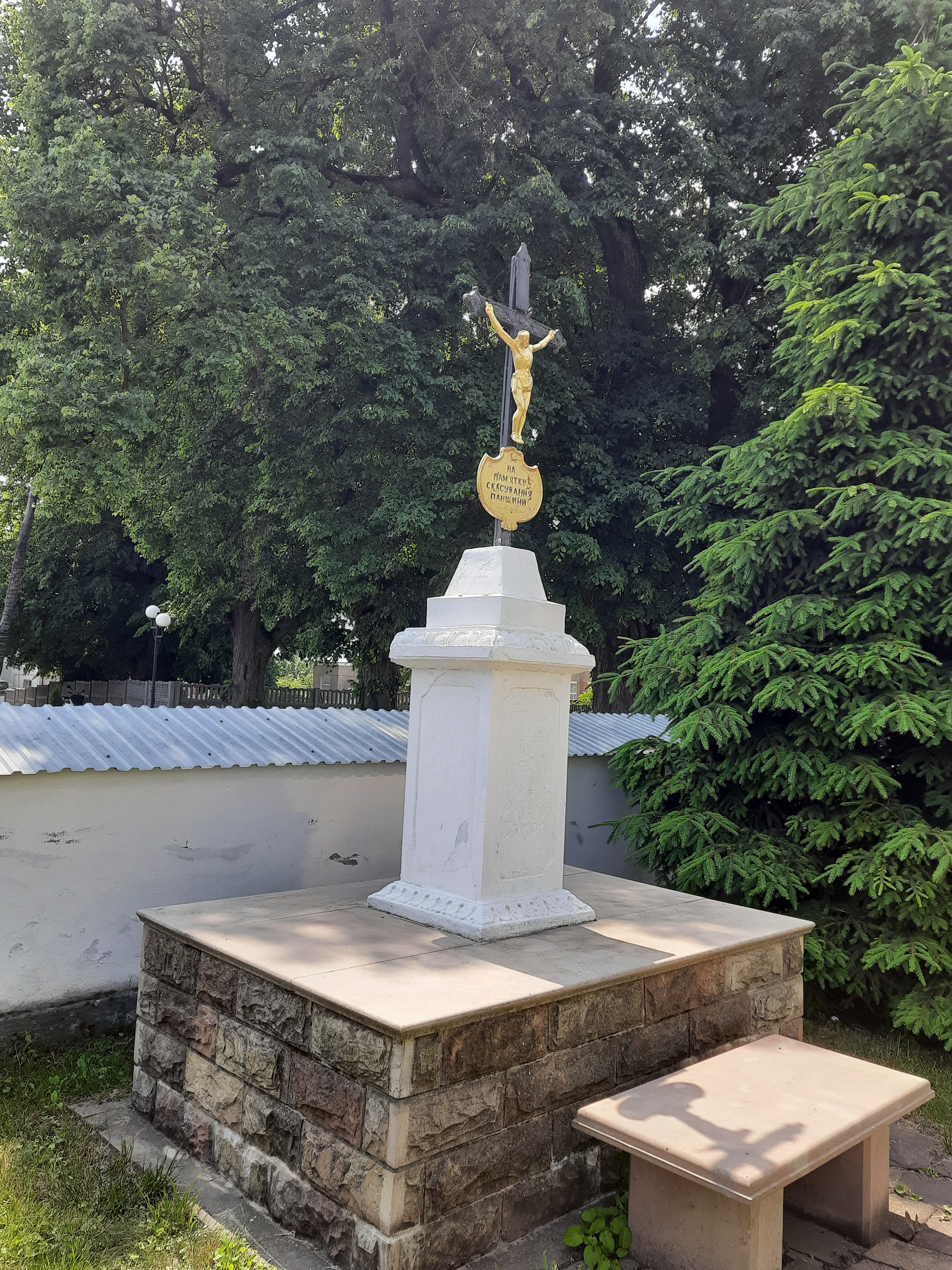
Пам'ятний знак з нагоди скасування панщини
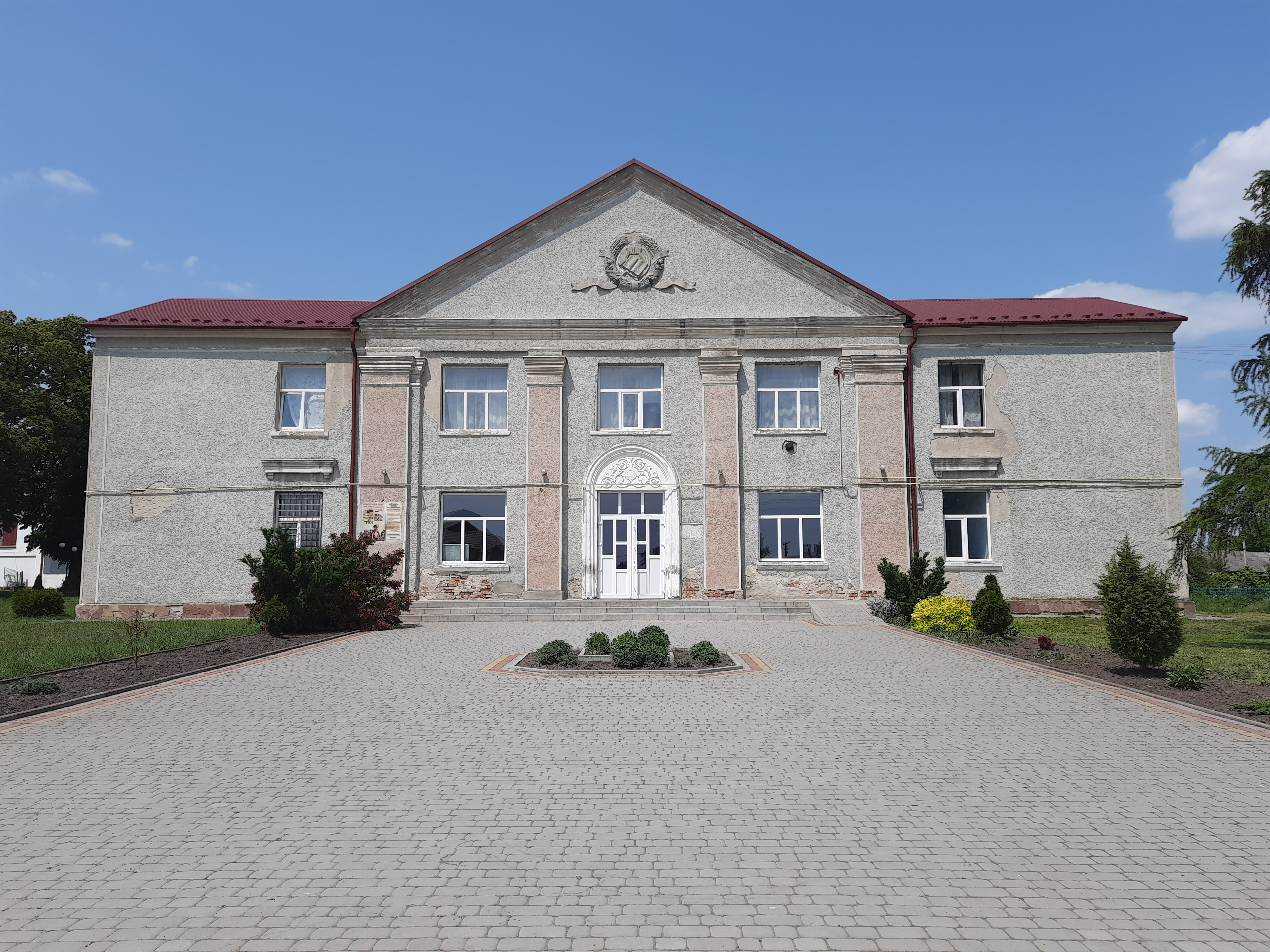
Будинок культури
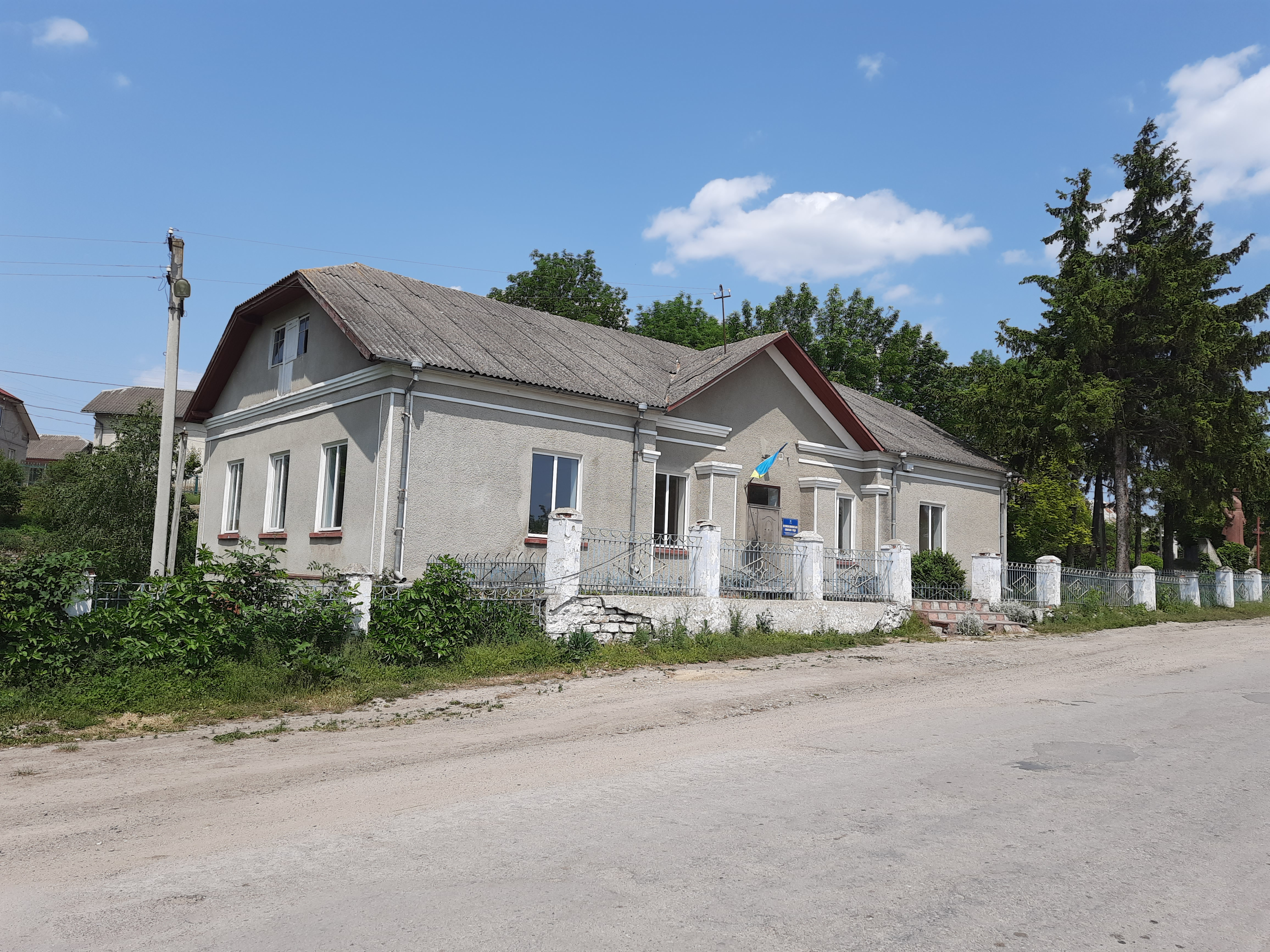
Старостат
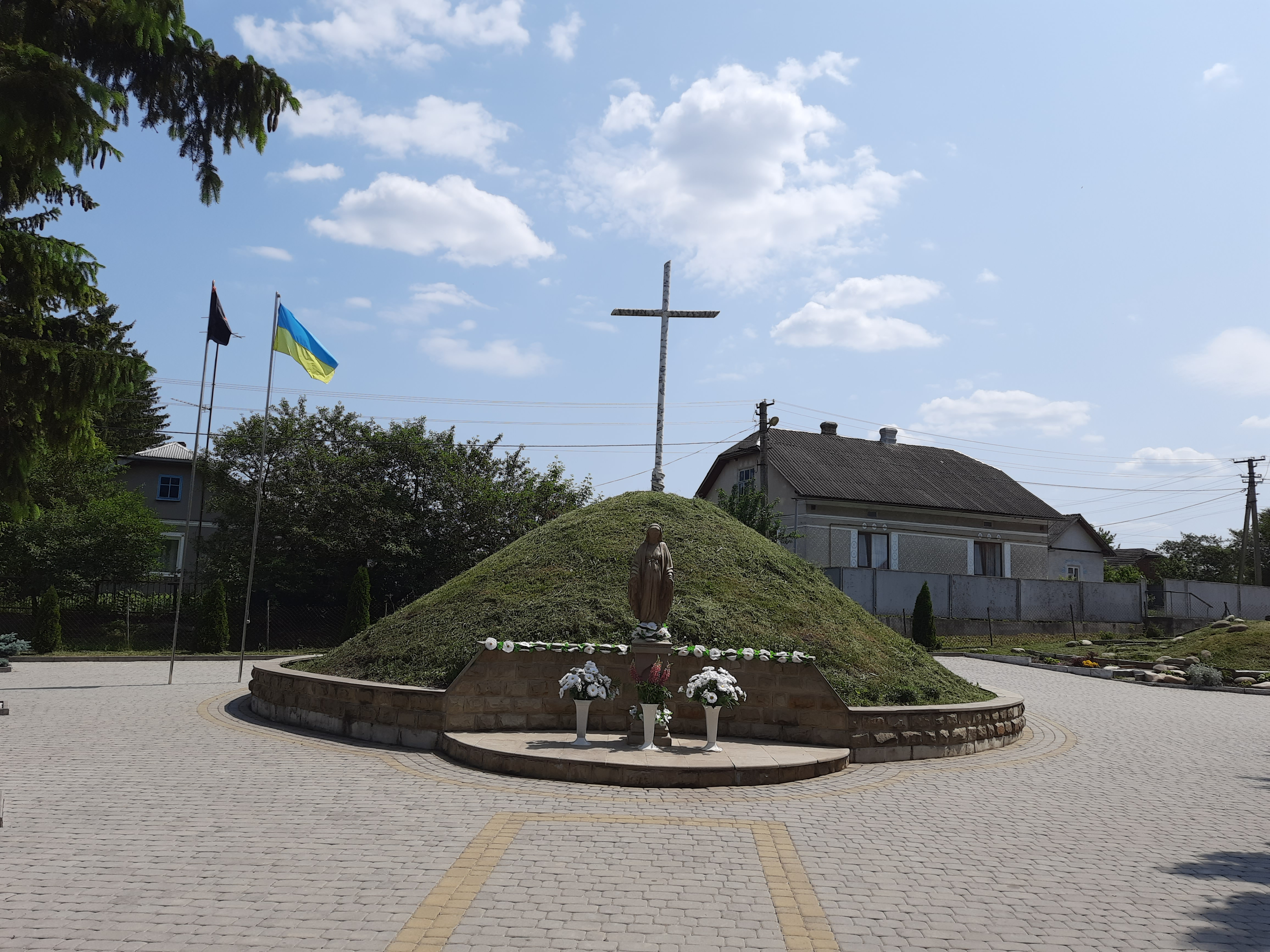
Насипана символічна могила Борцям за волю України